# Lilium rubescens
Lilium rubescens (engl. Redwood lily, Chaparral lily) ist eine Art aus der Gattung der Lilien (Lilium) in der amerikanischen Sektion.

## Beschreibung
Lilium rubescens erreicht eine Wuchshöhe von 60 cm bis 200 cm. Die Zwiebeln sind oval und bis zu 9,4 cm lang, sie sind mit breiten, weißen, lanzettförmigen Schuppen überzogen und bilden Rhizome aus. Der Stängel ist hart und gerade mit einem bläulichen Schimmer. Die Laubblätter breit und lanzettförmig, zwischen 3,4 cm und 12,3 cm lang und zwischen 1 cm und 2,8 cm breit. Sie sind in drei bis fünf Wirteln aus drei bis fünfzehn Blättern angeordnet, die sich nach oben hin verkleinern.
Die Pflanze blüht von Ende Mai bis Anfang August mit 1 bis 40 in einer offenen Dolde aufrecht stehender Blüten, die stark duften. Die zwittrigen Blüten sind dreizählig. Die sechs gleichgestalteten Blütenhüllblätter (Tepalen) sind an den Spitzen rückwärtsgerollt und formen zur Basis hin eine Röhre. Sie sind 4,3 bis 6,6 cm lang und zwischen 0,6 cm und 1,4 cm breit. Die Grundfarbe der Blüten ist wachs-weiß, das mit der Zeit über rosa nach rot hin nachdunkelt. Die Antheren sind gelb, die Pollen sind orange.
Die Samen reifen in 2 cm bis 3,6 cm langen, zwischen 1,7 und 2,7 cm breiten Samenkapseln, die von sechs Längsrillen durchzogen sind, heran. Der Samen keimt verzögert-hypogäisch.

## Verbreitung
Die Art ist in Kalifornien heimisch, dort kommt sie vom Santa Cruz County der Küste nach Norden entlang bis zum Del Norte County vor. Im Süden ihres Verbreitungsgebiets ist sie aber durch Verstädterung nahezu ausgestorben. Die Art wird von der „California Native Plant Society“ auf der Liste seltener Arten (Liste 4) gelistet.
Lilium rubescens braucht einen trockenen Boden, sie wächst am besten in Küstenmammutbaum-Wäldern (Sequoia sempervirens), seltener auch in anderen immergrünen Mischwäldern in Höhenlagen zwischen 0 und 1500 m NN.

## Genetik
Lilium rubescens ist die einzige bekannte Lilienart, die ein langes metazentrischen Chromosom und elf kurze acrozentrische Chromosomen hat. Metazentrisch heißt, dass das Zentromer mittig liegt, bei den acrozentrischen Chromosomen liegt es am Ende. Alle anderen Lilienarten besitzen zwei lange metazentrische und zehn kurze acrozentrische Chromosomen.